# Mellicta kolymskya
Mellicta kolymskya är en fjärilsart som beskrevs av Higgins 1955. Mellicta kolymskya ingår i släktet Mellicta och familjen praktfjärilar. Inga underarter finns listade i Catalogue of Life.